# Selenipedium

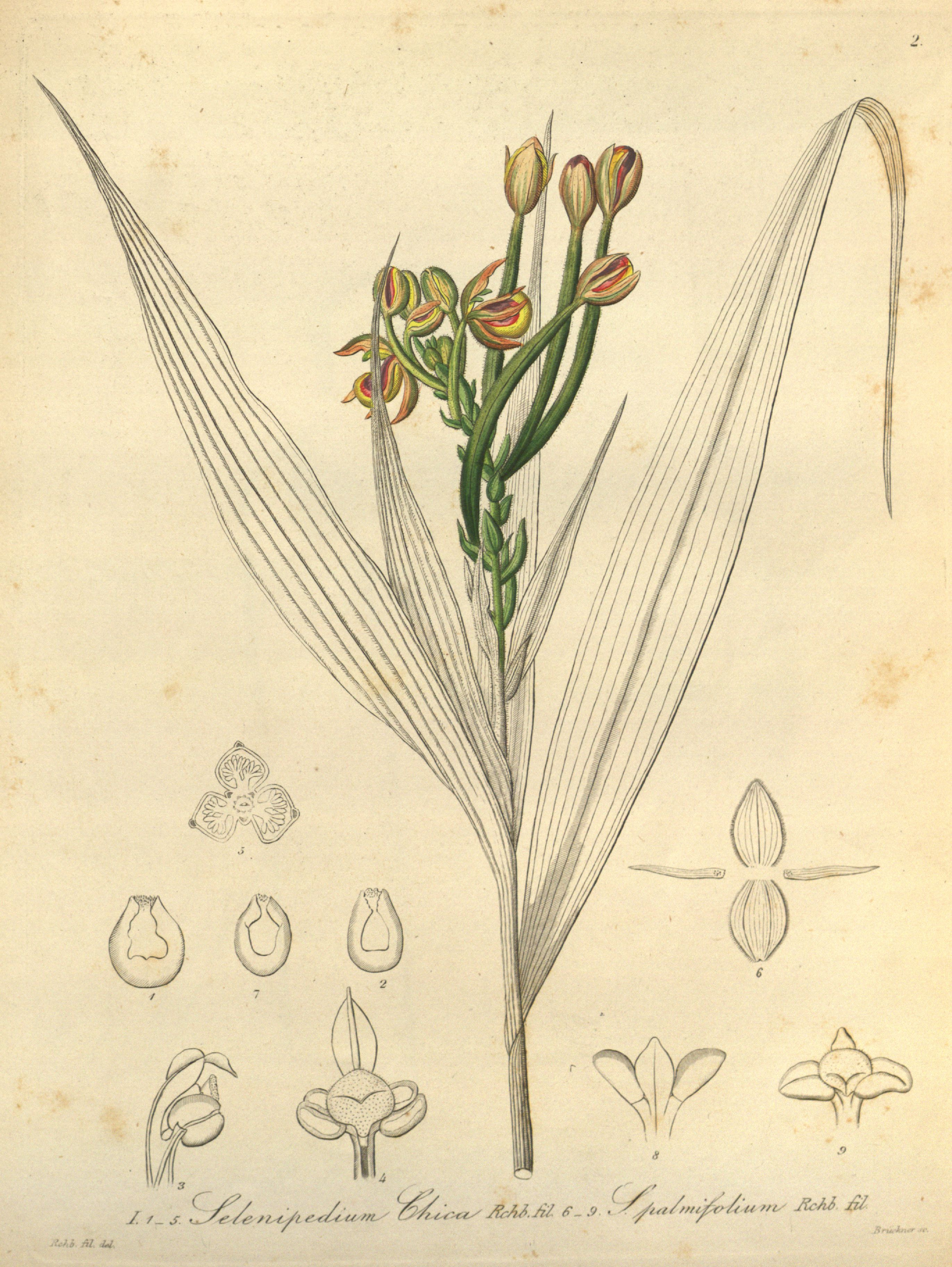
Ilustrace Selenipedium chica a S. palmifolium z roku 1858

Selenipedium je rod vysokých, terestrických orchidejí s olistěnou lodyhou a květy s bačkůrkovitým pyskem. Rod zahrnuje 9 druhů a je rozšířen v tropických deštných lesích severních oblastí Jižní Ameriky a Střední Ameriky. Rostliny jsou velmi obtížně pěstovatelné a v kultuře se proto objevují jen vzácně. Vonné plody jsou využívány obdobně jako vanilka.

## Popis
Orchideje rodu Selenipedium jsou terestrické rostliny s tenkou, olistěnou, rákosovitou lodyhou, dorůstající výšky až 5 metrů. Oddenek je plazivý a poměrně krátký, s vláknitými, větvenými kořeny. Stonek může být jednoduchý nebo v horní části větvený. Listy jsou zřasené, dvouřadě uspořádané až téměř spirální, mnohožilné, elipticky až čárkovitě kopinaté, na vrcholu špičaté nebo zašpičatělé, na bázi zúžené ve válcovitou pochvu. Květenství je hroznovité, mnohokvěté, na vrcholu hlavního stonku. Na bázi květenství se někdy vytváří postranní větévka. Květy jsou krátkověké, drobné až středně velké, otočené (resupinátní), jednobarevné nebo dvoubarevné, krátce stopkaté, s vytrvalým okvětím.
Vrchní kališní lístek je vzpřímený nebo kápovitě nahnutý nad pysk, vejčitý až eliptický, na vrcholu tupý až špičatý, na vnějším povrchu chlupatý. Postranní kališní lístky jsou srostlé v jeden, umístěný pod květem.
Postranní korunní lístky jsou volné, rozestálé nebo dovnitř stočené, kopinaté až čárkovitě kopinaté.
Pysk je bačkůrkovitý, nafouklý, s málo vyvinutými postranními laloky, uvnitř zejména na spodní straně chlupatý. Sloupek je krátký a stopkatý, na vrcholu s přisedlým až stopkatým staminodiem. Fertilní tyčinky jsou dvě, s krátkými nitkami, prašníky dvoukomůrkové. Pyl je práškovitý nebo za zralosti lepivý. Semeník je více méně trojhranný a obsahuje tři komůrky s axilární placentací, blizna trojúhelníkovitá, velmi krátce stopkatá, širší než staminodium.
Plodem je válcovitá až vřetenovitá, trojžeberná tobolka, obsahující drobná kulovitá semena.

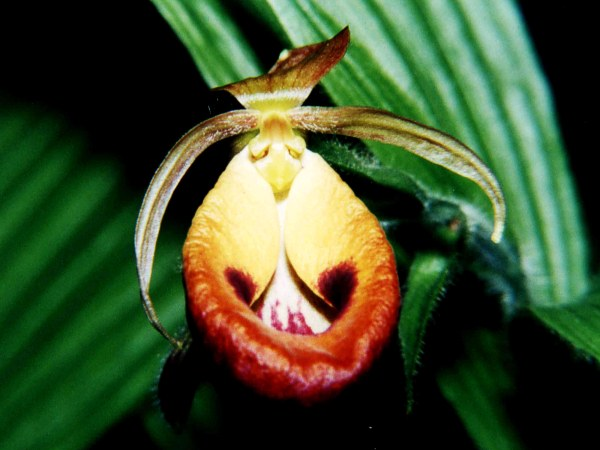
Detail květu Selenipedium palmifolium
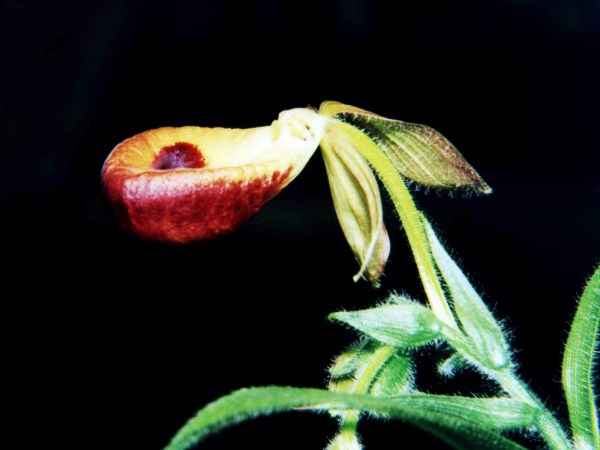
Květ Selenipedium palmifolium z boční strany

## Rozšíření
Rod Selenipedium zahrnuje 9 druhů. Je rozšířen v Panamě a severních oblastech Jižní Ameriky od Kolumbie a Ekvádoru po východní Brazílii, na jih po brazilský stát Goiás. Zasahuje i na karibský ostrov Trinidad.
Rostliny se vyskytují v nížinných až montánních tropických deštných lesích a porostech vysokých křovin na písčitých půdách, v nadmořských výškách do 1800 metrů.

## Taxonomie
Rod Selenipedium představuje jednu z bazálních vývojových větví podčeledi Cypripedioideae. S dalším bazálním rodem, Cypripedium, sdílí řasnaté listy, odlišuje se však semeníkem se třemi komůrkami a axilární placentací. Tento znak naopak sdílí s americkým rodem Phragmipedium, který se odlišuje konduplikátními listy.
Někteří taxonomové považovali v minulosti rod Selenipedium na základě souboru morfologických znaků, považovaných za archaické (semena podobná jako u rodu Vanilla, trojkomůrkový semeník, řasnaté listy) za bazální rod celé podčeledi Cypripedioideae, výsledky fylogenetických studií však tento koncept nepotvrdily.
Mezi lety 2015 až 2017 byly popsány 3 nové druhy.
V roce 2015 byl z Francouzské Guyany popsán pod názvem Apodium chironianum nový druh orchideje z podčeledi Cypripedioideae. Morfologie květů je u této rostliny tak neobvyklá, že byla zařazena do zcela nového rodu. Vyznačuje se plochým, jazykovitým, nenafouklým pyskem, třemi fertilními tyčinkami a volnými postranními kališními lístky, celkovým habitem i dalšími znaky však odpovídá rodu Selenipedium.
Později byla rostlina rozpoznána jako zvláštní mutace druhu Selenipedium palmifolium. Výskyt takových mutací není u orchidejí výjimečný jev.

## Význam a pěstování
Plody rostlin rodu Selenipedium voní podobně jako vanilka a jsou používány jako koření. Pokusy o pěstování bývají neúspěšné a rostliny se objevují v kultuře jen velmi vzácně. Doporučuje se pro ně živinami chudá, dobře propustná půda a po celý rok pravidelná zálivka.